# بيت الجالد (أرحب)

تعديل مصدري - تعديل

بيت الجالد هي إحدى قرى عزلة الخميس بمديرية أرحب التابعة لمحافظة صنعاء، بلغ تعداد سكانها 1419 نسمة حسب تعداد اليمن لعام 2004.